# Ferrovia Siena-Grosseto
La ferrovia Siena-Grosseto è una linea ferroviaria italiana che collega la stazione di Siena, sulla ferrovia Centrale Toscana, alla stazione di Grosseto, sulla ferrovia Tirrenica.

## Storia

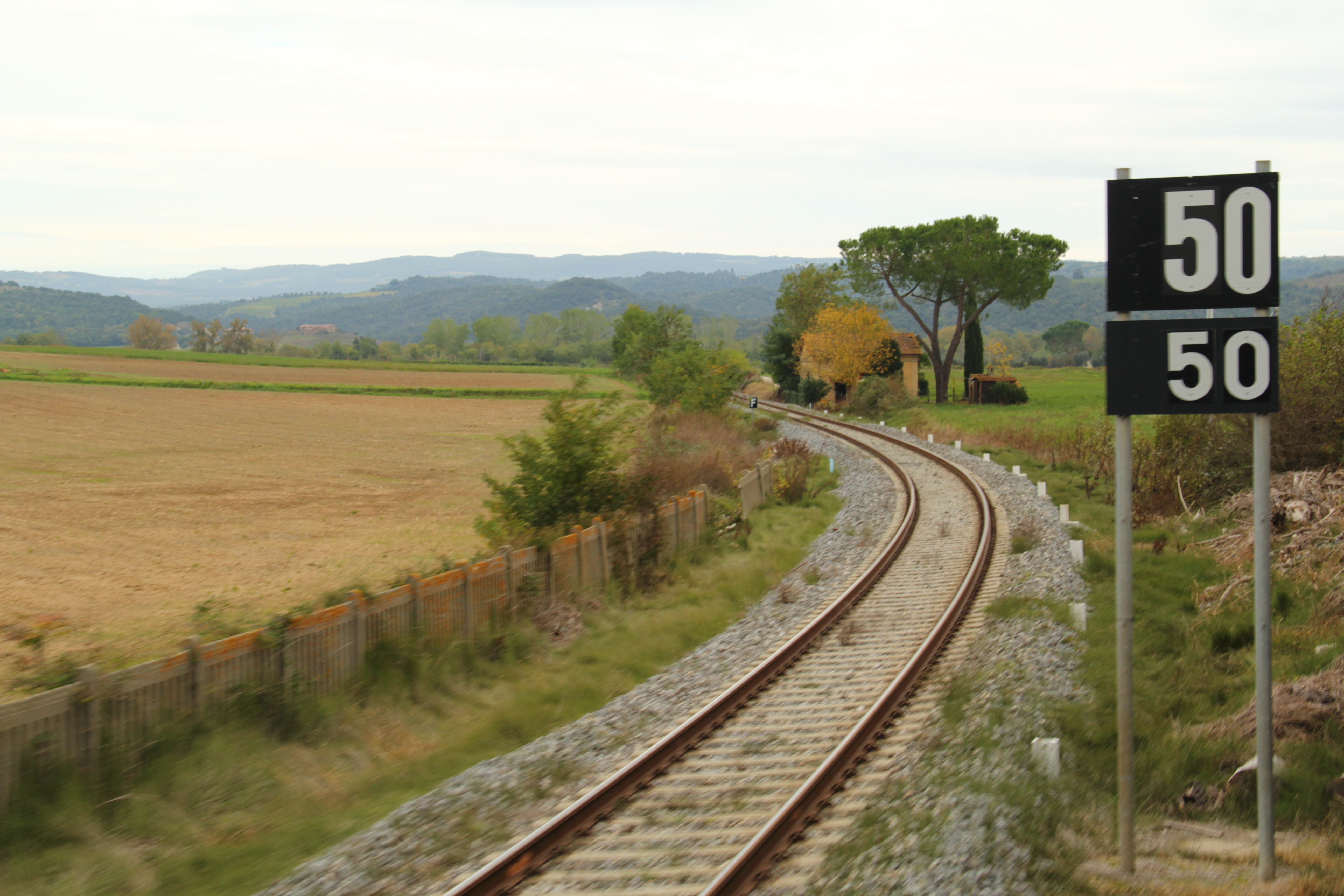
La ferrovia nei pressi della diramazione della linea Asciano-Monte Antico

Il primo collegamento ferroviario fra le città di Siena e Grosseto fu completato nel 1872: si trattava di una diramazione della Ferrovia Centrale Toscana presso la stazione di Asciano, che proseguiva verso sud-ovest attraversando la Val d'Orcia fino a raggiungere la Ferrovia Tirrenica, inaugurata otto anni prima, all'altezza della stazione di Montepescali. Il collegamento con Grosseto riscosse un notevole successo, tanto che nei primi anni del XX secolo si iniziò a pensare di investire sull'asse Siena-Grosseto costruendo una nuova ferrovia che collegasse direttamente le due città.

### Il nuovo tracciato via Buonconvento
Nel 1906 fu approvato un progetto che prevedeva la realizzazione di una strada ferrata tra Siena e Grosseto passante per Buonconvento, che si sarebbe allacciata alla linea Asciano-Grosseto presso la stazione di Monte Antico. Il suo percorso avrebbe ricalcato in buona parte la sede di una preesistente ferrovia mineraria utilizzata per trasportare la lignite estratta dalle miniere di Murlo fino allo scalo di Monte Antico. Nel 1910 la Société Française de Chemins de Fer en Toscane ottenne la concessione per la realizzazione e l'esercizio della ferrovia, poi ceduta alla Società Italiana per Imprese Ferroviarie e Lavori Pubblici (SIF) nel 1921. La nuova ferrovia, la cui costruzione iniziò nel 1923, fu inaugurata il 30 maggio 1927; in un primo momento il binario si attestava presso la stazione di Siena Madonnina Rossa, situata a est della città nel punto di confluenza con la linea Empoli-Chiusi, in attesa del completamento della nuova stazione di Siena, avvenuto nel 1935.

### Dopoguerra, interventi e sospensioni
La ferrovia subì ingenti danni nel corso della seconda guerra mondiale e riprese a funzionare solamente nel 1951. La SIF mantenne la concessione della linea fino al 1955, quando l'infrastruttura passò in gestione alle Ferrovie dello Stato (FS). Il 16 giugno 1966 il servizio sulla ferrovia fu sospeso a causa dei danni provocati da un'alluvione e riprese soltanto nel maggio 1980, dopo che la linea fu oggetto di lavori di ammodernamento tecnico che portarono all'introduzione di un sistema di controllo centralizzato del traffico.
Nel 2013 un'altra alluvione bloccò il transito dei convogli; si dovette attendere il 18 ottobre 2014 per la riattivazione dei servizi. A fine 2016 una nuova interruzione colpì il tratto tra Buonconvento e Monte Antico e anche in questo caso solo dodici mesi più tardi riprenderà la circolazione ferroviaria.
L'ennesima frana bloccò nuovamente il transito nel tratto tra Murlo e Monte Antico, nel comune di Civitella Paganico, a dicembre 2022. Nonostante una veloce riapertura nei giorni successivi, la successiva riprogrammazione dell'offerta ferroviaria e i nuovi lavori hanno fatto sì che si limitasse il traffico al tratto Buonconvento-Siena. Con il cambio orario dal 10 dicembre 2023, la tratta Buonconvento-Montepescali è stata riaperta, ma solo con 4 coppie di treni diretti fra Siena e Grosseto.

## Caratteristiche
| Continuation backward |

| Station on track |

| Unknown route-map component "SHI3+l" | Unknown route-map component "dSHI3gr" |  |

| One way leftward | Unknown route-map component "dKRZo" | Unknown route-map component "CONTfq" |

| Non-passenger station/depot on track |

| Unknown route-map component "eHST" |

| Stop on track |

| Unknown route-map component "eHST" |

| Station on track |

| Unknown route-map component "eHST" |

| Unknown route-map component "eHST" |

| Unknown route-map component "eHST" |

| Small bridge over water |

| Station on track |

| Small bridge over water |

| Unknown route-map component "eHST" |

| Small bridge over water |

| Unknown route-map component "exKBHFa" | Unknown route-map component "HSTeBHF" |  |

| Unknown route-map component "exCONTgq" | Unknown route-map component "exSTRr" | Straight track |  |  |

| Small bridge over water |

| Unknown route-map component "eHST" |

| Unknown route-map component "eHST" |

| Small bridge over water |

| Unknown route-map component "d" | Unknown route-map component "ABZg+l" | Unknown route-map component "dCONTfq" |

| Station on track |

| 0+000   |
| 232+437 |

| Stop on track |

| Station on track |

| Stop on track |

| Unknown route-map component "dCONTgq" | Unknown route-map component "ABZg+r" | Unknown route-map component "d" |

| Station on track |

| Station on track |

| Continuation forward |

La ferrovia è lunga circa 102 chilometri ed è interamente a binario unico e priva di elettrificazione. L'infrastruttura è gestita da Rete Ferroviaria Italiana (RFI), mentre il servizio passeggeri è espletato da Trenitalia. Particolarità della linea è la sua progressiva chilometrica, che ne evidenzia il tracciato originario: da Grosseto viene mantenuta la progressiva della ferrovia Tirrenica fino ad Asciano, mentre alla stazione di Monte Antico inizia la progressiva del binario diretto a Siena via Buonconvento, costruito quando era già in funzione la ferrovia Asciano-Monte Antico-Grosseto.

### Percorso
Il binario della ferrovia Siena-Grosseto si origina dalla stazione di Siena e affianca quello della linea Empoli-Chiusi per alcuni chilometri in direzione est, per poi distaccarsene e scavalcarlo perpendicolarmente in località Abbadia. Dal 1927 la ferrovia procede verso sud seguendo il percorso delle valli del torrente Arbia e del fiume Ombrone, lungo quello che era in gran parte il tracciato della ferrovia mineraria di Murlo, per poi raggiungere Monte Antico e curvare verso ovest. In precedenza la linea da Siena invece si dirigeva fino ad Asciano e da lì raggiungeva Monte Antico attraverso la Val d'Orcia.
Da lì la linea si congiunge con la ferrovia Tirrenica a nord della stazione di Montepescali e termina il suo tragitto alla successiva stazione di Grosseto, dopo circa 12 chilometri di binario in comune.

#### Interruzioni e lavori
La difficile situazione orografica della valle dell'Ombrone ha creato problemi e interruzioni lungo il nuovo percorso via Murlo. Durante i 14 anni di chiusura a causa dei danni dell'alluvione del 1966 i treni erano tornati a percorrere il tragitto più lungo attraverso la diramazione via Asciano.
La situazione si è riproposta dagli anni dieci di questo secolo, portando a varie sospensioni del servizio ferroviario, dato che la linea della Val d'Orcia ha assunto carattere turistico e non può essere più percorsa. 
Nel 2013 si sono registrate così tante interruzioni che si è reso necessario ricostruire 500 metri di sede ferroviaria nel tratto tra Monteroni d’Arbia e Buonconvento, nonché consolidare le fondazioni dei ponti ferroviari sui torrenti Sonna e Arbia. Tra Buonconvento e Grosseto, inoltre, si è intervenuti in particolar modo nella zona in prossimità della fermata di Murlo, dove i danni erano stati più ingenti: in quell'area sono stati ripristinati e consolidati i ponti ferroviari sui torrenti Crevole e Rigagliano, il passaggio a livello e i muri di sostegno del rilevato ferroviario. Sono altresì in previsione lavori di consolidamento ferroviario del tratto di 17 chilometri che va dalla stazione di Roccastrada a Montepescali.

### Infrastrutture

#### Stazione di Siena
Il 25 novembre 1935 fu inaugurata l'attuale stazione di Siena, posta lungo un nuovo tracciato che dall'uscita meridionale della galleria Montearioso seguiva un percorso più a valle della città rispetto a quello originario. L'apertura all'esercizio avvenne a mezzanotte del 28 ottobre precedente, data simbolica per il regime fascista in quanto anniversario della Marcia su Roma; contemporaneamente venne dismessa la vecchia stazione e il relativo tronco di allacciamento alla linea Empoli-Siena.

### Movimento
La linea viene classificata come rete ferroviaria complementare ed è servita esclusivamente da treni classificati Regionali.
Nelle ore pendolari ha servizi specifici di rinforzo tra Buonconvento e Firenze, mentre a regime i treni diretti tra Siena e Grosseto vengono supportati da alcune relazioni dirette tra il capoluogo regionale e la Maremma via Empoli-Siena.
Nel passato è stato valutata la possibilità di utilizzare parte del tracciato come metropolitana leggera di superficie nelle tratte tra Siena e Monteroni d’Arbia nonché tra Siena e Asciano.
La ferrovia Siena-Grosseto non fa parte dell'orario cadenzato Memorario.

## Materiale rotabile
Il servizio è espletato dal materiale rotabile del deposito di Firenze, quali autotreni "Minuetto" e saltuariamente elettrotreni ibridi "Blues" per le relazioni che si limitano tra Siena e Buonconvento.
Quando erano ancora in servizio in Toscana, la linea era percorsa principalmente da automotrici ALn 663 ed automotrici ALn 668 serie 3000 e serie 3100 del deposito di Siena.